# Мхітарян Артур Нвєрович
Артур Нвєрович Мхітаря́н (нар. 23 листопада 1982, Єреван, Вірменська РСР) — український бізнесмен вірменського походження, засновник та CEO девелоперської компанії Taryan Group.

## Біографія
Народився у Єревані, наприкінці 80-х родина переїхала до Києава. Навчався у київській СШ № 178 та приватному ліцеї «Гранд». Закінчив будівельний факультет Київського національного університету будівництва та архітектури за спеціальністю «менеджмент організацій».
У 2006 році став президентом будівельної компанії «Познякижилбуд».
2009 року переїхав до США, де 2012 року отримав ступінь магістра в NOVA Southeastern University в Маямі.
2011 року заснував компанію Taryan Group, першим проєктом якої став фітнес-клуб Tsarsky. У грудні 2015 Taryan Group купила компанію «Познякижилбуд».
У 2013 році брав участь у телевізійному реаліті-шоу «Мільйонер. Життя спочатку».
У 2020 році провів у Києві форум DreamBIGForum, де виступив американський письменник Роберт Грін.

## Сім'я
- Дід — Мнцакан Мхітарян, працював під псевдонімом Тарян, вірменський письменник, автор низки поетичних збірок та оповідань[9].
- Батько — Нвєр Мхітарян, засновник компанії «Познякижилбуд», голова Спілки вірмен України (2000—2005), народний депутат України IV, VI, VII скликань від Партії регіонів.

- Сестра — Астхік Мхітарян, українська підприємиця[10].

## Досягнення
- 2008 - №79 серед найкращих топ-менеджерів України за версією журналу «Дело»[11].
- 2016 - №38 серед найкращих керівників України за версією порталу Delo.UA[12][ангажоване джерело].
- 2018 - №47 у рейтингу керівників України за версією журналу «Дело»[13].
- 2020 - Нвєр та Артур Мхітаряни посіли №58 серед найбагатших українців за версією журналу «Кореспондент» зі статком у 118 млн $[14].

### Благодійність
- 2020 року Мхітарян закупив 5 французьких апаратів ШВЛ для лікарень Києва[15].